# Luisa Delgadillo
Luisa Marieta Delgadillo Cobos (Guayaquil, 16 de junio de 1969) es una presentadora de noticias ecuatoriana, que trabaja en el canal de RTS.

## Primeros años
Luisa Marieta Delgadillo Cobos nació el 16 de junio de 1969, en la ciudad de Guayaquil, Ecuador. Estudió en la Escuela Letras y Vida y en el Colegio Nacional de Srtas. Dolores Sucre de Guayaquil, y luego de culminar sus estudios secundarios, a sus 17 años, tuvo su primera experiencia laboral en la radio donde su padre, Luis Delgadillo Avilés, dirigía un espacio en radio América, allí Luisa se mantuvo en una temporada corta de cinco meses, con temática de corte agrícola, esta experiencia le sirvió más adelante en su carrera, aprendiendo sobre locución y temas agrícolas. Fue a sus 19 años, cuando su padre era editor de un diario de Guayaquil, que ella decidió seguir sus pasos en la comunicación.

## Carrera
Tuvo más acercamiento a la televisión con su segundo empleo, donde trabajó como reportera de una productora dirigida por Gloria Gallardo, la cual fue propiedad del empresario Luis Noboa Naranjo. Su primera cobertura con cámara la realizó en esta productora y sus reportajes trataron temas agrícolas, en los cuales incluía su voz, gracias a la experiencia obtenida en su primer trabajo en la radio.
Pasó a trabajar en la televisión nacional para la cadena Telecentro, luego que Gloria Gallardo fuera asignada como directora nacional de noticias de dicho medio y la trajera a trabajar en el. Allí Luisa trabajó durante dos años, tratando otra vez temas relacionados con la agricultura, pues en ese entonces estaba muy vigente las noticias sobre dicho sector agrícola.
Luego pasó a trabajar para la cadena Telesistema, como animadora de La feria de la alegría por un corto periodo de tiempo, junto a la conducción de Carla Sala y Marco Vinicio Bedoya. Después se estableció como reportera de noticias del canal y presentadora del espacio La Noticia al despertar de 5:50 a 7:30 de la mañana, donde ha permanecido por más de 30 años en dicho medio el cual cambió su nombre a RTS.
Cuando llevaba alrededor de siete años ejerciendo el periodismo de forma empírica, retomó sus estudios gracias al convenio de régimen semi presencial por cinco años con la Federación Nacional de Periodistas, donde obtuvo el título de Licenciada en Comunicación Social en la Universidad Nacional de Loja.
También se desempeña como entrevistadora de radio Élite 99.7 FM, relacionista pública de la Asociación de Exportadores de Banano del Ecuador y es una de las colaboradoras de la revista institucional Bananotas.

## Vida personal
Una de sus pasiones es la música, por lo que se habría dedicado a ello si no hubiese sido periodista. Tiene un hijo llamado Carlos Aníbal, el cual estudia para ser abogado.
El 25 de marzo de 2020, se dio a conocer que Luisa Delgadillo fue contagiada por la enfermedad del COVID-19, causada por el virus del SARS-CoV-2, durante la pandemia de enfermedad por coronavirus de 2020 en Ecuador. Empezó con una afección a la garganta, llegando a tener fiebre, dolor de cabeza, escalofríos y malestar general, hasta que llegó a tener dos crisis en donde sentía que se le cerraba el pecho, lo cual no le permitía respirar y la llevó a pensar que no amanecería viva. Cuando se sometió a la prueba de COVID-19 y dio positivo, le comunicaron que si ella tiene este coronavirus, es seguro que también lo tienes las personas de su entorno como lo estaban en ese momento su hijo Carlos Aníbal, una sobrina y una comadre, por lo que Luisa manifestó que no sería necesario que ellos se hicieran la prueba, mientras tanto permanecen aislados.